# Copa Norte 1997
Die  Copa Norte 1997 war die erste Austragung der Copa Norte, eines regionalen Fußballpokalwettbewerbs in Brasilien, der vom nationalen Fußballverband CBF organisiert wurde. Mit dem Gewinn des Pokals war die Qualifikation für die Copa Conmebol 1997 verbunden. Es startete am 23. März und endete am 4. Mai 1997.
Die zehn Teilnehmer spielten in zwei Gruppen. In beiden Gruppen traten die fünf Klubs jeweils einmal gegeneinander an. Die beiden Gruppenersten zogen ins Finale ein.

## Teilnehmer
Die zehn Teilnehmer kamen aus den Bundesstaaten Acre, Amazonas, Amapá, Maranhão, Pará, Piauí, Rondônia und Roraima.
Die Teilnehmer waren:
| Bundesstaat | Klub                              |
| ----------- | --------------------------------- |
| Acre        | Rio Branco FC (AC)                |
| Acre        | Independência FC                  |
| Amapá       | Ypiranga Clube                    |
| Amazonas    | Nacional FC (AM)                  |
| Maranhão    | Sociedade Imperatriz de Desportos |
| Pará        | Clube do Remo                     |
| Pará        | Tuna Luso Brasileira              |
| Piauí       | 4 de Julho EC                     |
| Rondônia    | Ji-Paraná FC                      |
| Roraima     | Baré EC                           |

## Gruppenphase

### Gruppe A
Alle Spiele der Gruppe fanden im Estádio Evandro Almeida in Belém (Pará) statt. Eine Besonderheit war dazu, dass jeden Spieltag beide Spiele am selben Tag in einem Abstand von zwei Stunden ausgetragen wurden.
| Pl. | Verein                            | Sp. | S | U | N | Tore    | Diff. | Punkte |
| --- | --------------------------------- | --- | - | - | - | ------- | ----- | ------ |
| 1.  | Clube do Remo                     | 4   | 4 | 0 | 0 | 010:100 | +9    | 12     |
| 2.  | Sociedade Imperatriz de Desportos | 4   | 2 | 1 | 1 | 008:700 | +1    | 07     |
| 3.  | Ypiranga Clube                    | 4   | 0 | 3 | 1 | 002:400 | −2    | 03     |
| 4.  | 4 de Julho EC                     | 4   | 0 | 2 | 2 | 004:800 | −4    | 02     |
| 5.  | Tuna Luso Brasileira              | 4   | 0 | 2 | 2 | 004:800 | −4    | 02     |

| 23. März (1. Spieltag) |     |                |
| Imperatriz             | 4:2 | 4 de Julho EC  |
| Ypiranga Clube         | 0:0 | Tuna Luso      |
| 25. März (2. Spieltag) |     |                |
| Ypiranga Clube         | 1:1 | Imperatriz     |
| 4 de Julho EC          | 0:2 | Clube do Remo  |
| 27. März (3. Spieltag) |     |                |
| Clube do Remo          | 2:0 | Ypiranga Clube |
| Tuna Luso              | 2:3 | Imperatriz     |
| 30. März (4. Spieltag) |     |                |
| 4 de Julho EC          | 1:1 | Ypiranga Clube |
| Clube do Remo          | 4:1 | Tuna Luso      |
| 1. April (5. Spieltag) |     |                |
| Tuna Luso              | 1:1 | 4 de Julho EC  |
| Imperatriz             | 0:2 | Clube do Remo  |

### Gruppe B
Alle Spiele der Gruppe fanden im Estádio José de Melo in Rio Branco statt. Eine Besonderheit war dazu, dass jeden Spieltag beide Spiele am selben Tag in einem Abstand von zwei Stunden ausgetragen wurden.
| Pl. | Verein           | Sp. | S | U | N | Tore    | Diff. | Punkte |
| --- | ---------------- | --- | - | - | - | ------- | ----- | ------ |
| 1.  | Rio Branco       | 4   | 3 | 1 | 0 | 006:100 | +5    | 10     |
| 2.  | Ji-Paraná FC     | 4   | 2 | 1 | 1 | 008:700 | +1    | 07     |
| 3.  | Nacional FC      | 4   | 1 | 2 | 1 | 004:600 | −2    | 05     |
| 4.  | Independência FC | 4   | 1 | 0 | 3 | 002:400 | −2    | 03     |
| 5.  | Baré EC          | 4   | 0 | 1 | 3 | 002:500 | −3    | 01     |

| 23. März (1. Spieltag) |     |               |
| Nacional               | 1:1 | Ji-Paraná FC  |
| Independência          | 2:1 | Baré EC       |
| 25. März (2. Spieltag) |     |               |
| Baré EC                | 1:1 | Nacional      |
| Ji-Paraná FC           | 0:0 | Rio Branco    |
| 27. März (3. Spieltag) |     |               |
| Rio Branco             | 1:0 | Baré EC       |
| Nacional               | 1:0 | Independência |
| 30. März (4. Spieltag) |     |               |
| Baré EC                | 0:1 | Ji-Paraná FC  |
| Independência          | 0:1 | Rio Branco    |
| 1. April (5. Spieltag) |     |               |
| Ji-Paraná FC           | 1:0 | Independência |
| Rio Branco             | 4:1 | Nacional      |

### Finale

#### Hinspiel
| Rio Branco FC                                       | Rio Branco FC                                                                 | Clube do Remo                                                                 | Clube do Remo |
| --------------------------------------------------- | ----------------------------------------------------------------------------- | ----------------------------------------------------------------------------- | ------------- |
| Rio Branco FC                                       | \| 17. April 1997 in Rio Branco (Estádio José de Melo) \| \| Ergebnis: 0:0 \| | \| 17. April 1997 in Rio Branco (Estádio José de Melo) \| \| Ergebnis: 0:0 \| | Clube do Remo |
| 17. April 1997 in Rio Branco (Estádio José de Melo) |                                                                               |                                                                               |               |
| Ergebnis: 0:0                                       |                                                                               |                                                                               |               |

#### Rückspiel
| Clube do Remo                                         | Clube do Remo | Rio Branco | Rio Branco |
| ----------------------------------------------------- | --- | --- | ---------- |
| Clube do Remo                                         | \| 4. Mai 1997 in Belém (Pará) (Estádio Evandro Almeida) \| \| Ergebnis: 1:2 (0:0) \| \| Zuschauer: 48.752 \| \| Schiedsrichter: Hands Wellington Oliveira ( Piauí) \|                       | \| 4. Mai 1997 in Belém (Pará) (Estádio Evandro Almeida) \| \| Ergebnis: 1:2 (0:0) \| \| Zuschauer: 48.752 \| \| Schiedsrichter: Hands Wellington Oliveira ( Piauí) \|       | Rio Branco |
| Clube do Remo                                         | Róbson – Cláudio Gavião , Belterra, Ney, Júnior – Agnaldo, Damião, Flávio Goiano, Rogérinho Gameleira – Edil Highlander, Luiz Carlos Apeú Reserve Zé Raimundo Cheftrainer: Fernando Oliveira | Alex – Ronaldo Paraíba, Marcelão, Jorge, Luiz Carlos – Ico, Cícero , Luís Henrique – Vinícius , Palmiro, Bala Reserve Papelin , Edílson , Mamude Cheftrainer: Marcelo Altino | Rio Branco |
| Clube do Remo                                         | 1:1 Edil (61.) | 0:1 Vinícius (60.) 1:2 Palmiro (75.) | Rio Branco |
| 4. Mai 1997 in Belém (Pará) (Estádio Evandro Almeida) | | |            |
| Ergebnis: 1:2 (0:0)                                   | | |            |
| Zuschauer: 48.752                                     | | |            |
| Schiedsrichter: Hands Wellington Oliveira ( Piauí)    | | |            |